# Glyphidoptera insignana
Glyphidoptera insignana là một loài bướm đêm thuộc họ Tortricidae. Nó được tìm thấy ở Úc, bao gồm Lãnh thổ Thủ đô Úc, Tasmania, New South Wales và Victoria.
Sải cánh dài khoảng 15 mm.
Ấu trùng ăn các loài Eucalyptus và Syncarpia.